# Мейбл і Фатті оглядають всесвітню виставку в Сан-Франциско
Мейбл і Фатті оглядають всесвітню виставку в Сан-Франциско (англ. Mabel and Fatty Viewing the World's Fair at San Francisco) — американська короткометражна кінокомедія Роско Арбакла 1915 року.

## У ролях
- Роско «Товстун» Арбакл — камео
- Мейбл Норманд — камео
- Джеймс Ролф мл. — камео
- Ернестіна Шуман-Гейнк — камео